# Tênis de mesa nos Jogos Paralímpicos de Verão de 2016
As competições de tênis de mesa nos Jogos Paralímpicos de Verão de 2016 foram disputadas entre 8 e 17 de setembro no Riocentro, no Rio de Janeiro, Brasil. Os atletas que disputaram o tênis de mesa possuem deficiência física e se locomovem por cadeira de rodas.

## Eventos
Vinte e nove eventos foram disputados, sendo dezesseis eventos masculinos e treze eventos femininos.
| - Masculino individual - Classe 1 - Classe 2 - Classe 3 - Classe 4 - Classe 5 - Classe 6 - Classe 7 - Classe 8 - Classe 9 - Classe 10 - Classe 11 |  | - Masculino por equipes - Classe 1–2 - Classe 3 - Classe 4–5 - Classe 6–8 - Classe 9–10 |  | - Feminino individual - Classe 1–2 - Classe 3 - Classe 4 - Classe 5 - Classe 6 - Classe 7 - Classe 8 - Classe 9 - Classe 10 - Classe 11 |  | - Feminino por equipes - Classe 1–3 - Classe 4–5 - Classe 6–10 |

## Medalhistas

### Masculino
Individual
| Evento               | Ouro                           | Prata                                  | Bronze                            |
| -------------------- | ------------------------------ | -------------------------------------- | --------------------------------- |
| Classe 1 (Detalhes)  | Rob Davies GBR Grã-Bretanha    | Joo Young-dae KOR Coreia do Sul        | Nam Ki-won KOR Coreia do Sul      |
| Classe 2 (Detalhes)  | Fabien Lamirault FRA França    | Rafal Czuper POL Polônia               | Jiri Suchanek CZE República Checa |
| Classe 3 (Detalhes)  | Feng Panfeng CHN China         | Thomas Schmidberger GER Alemanha       | Florian Merren FRA França         |
| Classe 4 (Detalhes)  | Abdullah Ozturk TUR Turquia    | Guo Xingyuan CHN China                 | Maxime Thomas FRA França          |
| Classe 5 (Detalhes)  | Cao Ningning CHN China         | Valentin Baus GER Alemanha             | Mitar Palikuća SRB Sérvia         |
| Classe 6 (Detalhes)  | Peter Rosenmeier DEN Dinamarca | Alvaro Valera Munoz Vargas ESP Espanha | Rungroj Thainiyom THA Tailândia   |
| Classe 7 (Detalhes)  | Will Bayley GBR Grã-Bretanha   | Israel Pereira Stroh BRA Brasil        | Yan Shuo CHN China                |
| Classe 8 (Detalhes)  | Zhao Shuai CHN China           | Andras Csonka HUN Hungria              | Piotr Grudzień POL Polônia        |
| Classe 9 (Detalhes)  | Laurens Devos BEL Bélgica      | Gerben Last NED Países Baixos          | Mohamed Amine Kalem ITA Itália    |
| Classe 10 (Detalhes) | Ge Yang CHN China              | Patryk Chojnowski POL Polônia          | Krisztian Gardos AUT Áustria      |
| Classe 11 (Detalhes) | Florian van Acker BEL Bélgica  | Samuel von Einem AUS Austrália         | Peter Palos HUN Hungria           |

Equipes
| Evento                 | Ouro              | Prata             | Bronze           |
| ---------------------- | ----------------- | ----------------- | ---------------- |
| Classe 1-2 (Detalhes)  | FRA França        | KOR Coreia do Sul | BRA Brasil       |
| Classe 3 (Detalhes)    | CHN China         | GER Alemanha      | THA Tailândia    |
| Classe 4-5 (Detalhes)  | KOR Coreia do Sul | TPE Taipé Chinês  | TUR Turquia      |
| Classe 6-8 (Detalhes)  | UKR Ucrânia       | SWE Suécia        | GBR Grã-Bretanha |
| Classe 9-10 (Detalhes) | CHN China         | ESP Espanha       | POL Polônia      |

### Feminino
Individual
| Evento                | Ouro                                | Prata                             | Bronze                           |
| --------------------- | ----------------------------------- | --------------------------------- | -------------------------------- |
| Classe 1-2 (Detalhes) | Liu Jing CHN China                  | Seo Su-yeon KOR Coreia do Sul     | Giada Rossi ITA Itália           |
| Classe 3 (Detalhes)   | Xue Juan CHN China                  | Li Qian CHN China                 | Anna-Carin Ahlquist SWE Suécia   |
| Classe 4 (Detalhes)   | Borislava Perić-Ranković SRB Sérvia | Zhang Miao CHN China              | Nada Matić SRB Sérvia            |
| Classe 5 (Detalhes)   | Zhang Bian CHN China                | Gu Gai CHN China                  | Jung Young-A KOR Coreia do Sul   |
| Classe 6 (Detalhes)   | Sandra Paović CRO Croácia           | Steffi Grebe GER Alemanha         | Maryna Lytovchenko UKR Ucrânia   |
| Classe 7 (Detalhes)   | Kelly van Zon NED Países Baixos     | Kubra Korkut TUR Turquia          | Kim Seong-ok KOR Coreia do Sul   |
| Classe 8 (Detalhes)   | Mao Jingdian CHN China              | Thu Kamkasomphou FRA França       | Josephine Medina PHI Filipinas   |
| Classe 9 (Detalhes)   | Liu Meng CHN China                  | Le lina CHN China                 | Karolina Pek POL Polônia         |
| Classe 10 (Detalhes)  | Natalia Partyka POL Polônia         | Yang Qian CHN China               | Bruna Costa Alexandre BRA Brasil |
| Classe 11 (Detalhes)  | Natalia Kosmina UKR Ucrânia         | Krystyna Siemieniecka POL Polônia | Ng Mui Wui HKG Hong Kong         |

Equipes
| Evento                 | Ouro        | Prata       | Bronze            |
| ---------------------- | ----------- | ----------- | ----------------- |
| Classe 1-3 (Detalhes)  | CHN China   | CRO Croácia | KOR Coreia do Sul |
| Classe 4-5 (Detalhes)  | CHN China   | SRB Sérvia  | KOR Coreia do Sul |
| Classe 6-10 (Detalhes) | POL Polônia | CHN China   | BRA Brasil        |

### Quadro de medalhas
País sede destacado
| Ordem | País                | Medalha de ouro | Medalha de prata | Medalha de bronze |    |
| ----- | ------------------- | --------------- | ---------------- | ----------------- | -- |
| 1     | CHN China           | 13              | 7                | 1                 | 22 |
| 2     | POL Polônia         | 2               | 3                | 3                 | 8  |
| 3     | FRA França          | 2               | 1                | 2                 | 5  |
| 4     | GBR Grã-Bretanha    | 2               |                  | 1                 | 3  |
|       | UKR Ucrânia         | 2               |                  | 1                 | 3  |
| 6     | BEL Bélgica         | 2               |                  |                   | 2  |
| 7     | KOR Coreia do Sul   | 1               | 3                | 5                 | 9  |
| 8     | SRB Sérvia          | 1               | 1                | 2                 | 4  |
| 9     | TUR Turquia         | 1               | 1                | 1                 | 3  |
| 10    | NED Países Baixos   | 1               | 1                |                   | 2  |
|       | CRO Croácia         | 1               | 1                |                   | 2  |
| 12    | DEN Dinamarca       | 1               |                  |                   | 1  |
| 13    | GER Alemanha        |                 | 4                |                   | 4  |
| 14    | ESP Espanha         |                 | 2                |                   | 2  |
| 15    | BRA Brasil          |                 | 1                | 3                 | 4  |
| 16    | HUN Hungria         |                 | 1                | 1                 | 2  |
|       | SWE Suécia          |                 | 1                | 1                 | 2  |
| 18    | AUS Austrália       |                 | 1                |                   | 1  |
|       | TPE Taipé Chinês    |                 | 1                |                   | 1  |
| 20    | ITA Itália          |                 |                  | 2                 | 2  |
|       | THA Tailândia       |                 |                  | 2                 | 2  |
| 22    | AUT Áustria         |                 |                  | 1                 | 1  |
|       | PHI Filipinas       |                 |                  | 1                 | 1  |
|       | HKG Hong Kong       |                 |                  | 1                 | 1  |
|       | CZE República Checa |                 |                  | 1                 | 1  |
| TOTAL | TOTAL               | 29              | 29               | 29                | 87 |